# Ceraturgus
Ceraturgus is een vliegengeslacht uit de familie van de roofvliegen (Asilidae).

## Soorten
- C. aurulentus (Fabricius, 1805)
- C. cornutus (Wiedemann, 1828)
- C. cruciatus (Say, 1823)
- C. elizabethae Brimley, 1924
- C. fasciatus Walker, 1849
- C. hedini Engel, 1934
- C. johnsoni Martin, 1965
- C. kawamurae Matsumura, 1916
- C. mabelae Brimley, 1924
- C. mitchelli Brimley, 1924
- C. niger Macquart, 1838
- C. nigripes Williston, 1886
- C. oklahomensis (Bromley, 1934)
- C. praecursor (James, 1939)
- C. similis Johnson, 1912